# 99. Leichte Infanterie-Division
99. Leichte Infanterie-Division var en tysk lätt infanteridivision tillhörande Wehrmacht under andra världskriget.

## Operation Barbarossa
Divisionen deltog 1941 i anfallet mot Sovjetunionen under kodnamnet Operation Barbarossa. Under Operation Barbarossa opererade divisionen under tyska 6. Armee och verkade bland annat i Polen, Zjytomyr (Ukraina) och Kiev fram till hösten 1941 då divisionen omorganiserades till 7. Gebirgs-Division och omgrupperades till Finland.

## Organisation[1]
- Infanterie-Regiment 206
- Infanterie-Regiment 218
- Artillerie-Regiment 82
- Panzerjäger-Abteilung 99
- Aufklärungs-Abteilung 99
- Pionier-Bataillon 99
- Feldersatz-Bataillon 99
- Infanterie-Divisions-Nachrichten-Abteilung 99
- Infanterie-Divisions-Nachschubführer 99